# 뻐꾹나리아과
뻐꾹나리아과(----亞科, 학명: Calochortoideae 칼로코르토이데아이[*])는 백합과의 아과이다.

## 하위 분류
- 뻐꾹나리속(Tricyrtis Wall.)
- 죽대아재비속(Streptopus Michx.)
- Calochortus Pursh
- Prosartes D.Don
- Scoliopus Torr.